# Championnats d'Asie de cyclisme 2010
Navigation
Championnats d'Asie 2009 Championnats d'Asie 2011
Les Championnats d'Asie de cyclisme 2010 se sont déroulés du 9 au 17 avril 2010 sur le Zayed Velodrome de Charjah aux Émirats arabes unis.

## Résultats des championnats sur route

### Épreuves masculines
| Épreuves         | Or              | Argent           | Bronze          |
| ---------------- | --------------- | ---------------- | --------------- |
| Course en ligne  | Mahdi Sohrabi   | Takashi Miyazawa | Hossein Nateghi |
| Contre-la-montre | Andrey Mizourov | Hossein Askari   | Eugen Wacker    |

### Épreuves féminines
| Épreuves         | Or         | Argent              | Bronze             |
| ---------------- | ---------- | ------------------- | ------------------ |
| Course en ligne  | You Jin-A  | Natalya Stefanskaya | Jutatip Maneephan  |
| Contre-la-montre | Son Eun-Ju | Mayuko Hagiwara     | Monrudee Chapookam |

## Résultats des championnats sur piste

### Épreuves masculines
| Épreuves               | Or                                                                | Argent                                            | Bronze                                                        |
| ---------------------- | ----------------------------------------------------------------- | ------------------------------------------------- | ------------------------------------------------------------- |
| Keirin                 | Kazunari Watanabe                                                 | Kazuya Narita                                     | Mohd Hafiz Sufian                                             |
| Kilomètre              | Zhang Miao                                                        | Mohd Hafiz Sufian                                 | Yudai Nitta                                                   |
| Vitesse individuelle   | Zhang Miao                                                        | Kang Dong-Jin                                     | Yudai Nitta                                                   |
| Vitesse par équipes    | Chine Cheng Changsong Zhang Lei Zhang Miao                        | Japon Kazuya Narita Yudai Nitta Kazunari Watanabe | Iran Farzin Arab Hassan Ali Varposhti Mahmoud Parash          |
| Poursuite individuelle | Jang Sun-jae                                                      | Feng Chun-kai                                     | Hossein Askari                                                |
| Poursuite par équipes  | Corée du Sud Cho Ho-sung Hwang In-hyeok Jang Sun-jae Park Seon-ho | Chine Chen Pan Jiang Xiao Li Chuanmin Wang Jie    | Hong Kong Cheung King Lok Choi Ki Ho Kwok Ho Ting Wong Kam Po |
| Course aux points      | Cho Ho-sung                                                       | Amir Zargari                                      | Kwok Ho Ting                                                  |
| Scratch                | Choe Hyeong-min                                                   | Evgeni Sladkov                                    | Thurakit Boonratanathanakorn                                  |
| Américaine             | Corée du Sud Jang Sun-jae Park Seon-ho                            | Hong Kong Wong Kam Po Choi Ki Ho                  | Japon Ryu Sasaki Yu Motosuna                                  |
| Omnium                 | Cho Ho-sung                                                       | Kazuhiro Mori                                     | Wu Po-hung                                                    |

### Épreuves féminines
| Épreuves               | Or                                      | Argent                                         | Bronze                                                       |
| ---------------------- | --------------------------------------- | ---------------------------------------------- | ------------------------------------------------------------ |
| 500 mètres             | Guo Shuang                              | Lee Wai Sze                                    | Kim Won-Gyeong                                               |
| Vitesse individuelle   | Guo Shuang                              | Gong Jinjie                                    | Lee Wai Sze                                                  |
| Vitesse par équipes    | Chine Gong Jinjie Lin Junhong           | Taipei chinois Hsiao Mei-yu Huang Ting-ying    | Hong Kong Lee Wai Sze Meng Zhao Juan                         |
| Poursuite individuelle | Jiang Fan                               | Ah Reum Na                                     | Chanpeng Nontasin                                            |
| Poursuite par équipes  | Chine Jiang Fan Jiang Wenwen Liang Jing | Corée du Sud Lee Min-Hye Ah Reum Na Son Eun-Ju | Taipei chinois Hsiao Mei-yu Huang Ho-hsiung Tseng Hsiao-chia |
| Course aux points      | Mayuko Hagiwara                         | Jamie Wong                                     | Tang Kerong                                                  |
| Scratch                | I Fang-ju                               | Lee Min-Hye                                    | Diao Xiao Juan                                               |
| Omnium                 | Ah Reum Na                              | Diao Xiao Juan                                 | Hsiao Mei-yu                                                 |

## Tableaux des médailles
| Rang  | Nation         | Or | Argent | Bronze | Total |
| ----- | -------------- | -- | ------ | ------ | ----- |
| 1     | Corée du Sud   | 9  | 4      | 1      | 14    |
| 2     | Chine          | 8  | 2      | 1      | 11    |
| 3     | Japon          | 2  | 5      | 3      | 10    |
| 4     | Taipei chinois | 1  | 2      | 3      | 6     |
| 4     | Iran           | 1  | 2      | 3      | 6     |
| 6     | Kazakhstan     | 1  | 2      | 0      | 3     |
| 7     | Hong Kong      | 0  | 4      | 5      | 9     |
| 8     | Malaisie       | 0  | 1      | 1      | 2     |
| 9     | Thaïlande      | 0  | 0      | 4      | 4     |
| 10    | Kirghizistan   | 0  | 0      | 1      | 1     |
| Total | Total          | 22 | 22     | 22     | 66    |